# Pseudolit

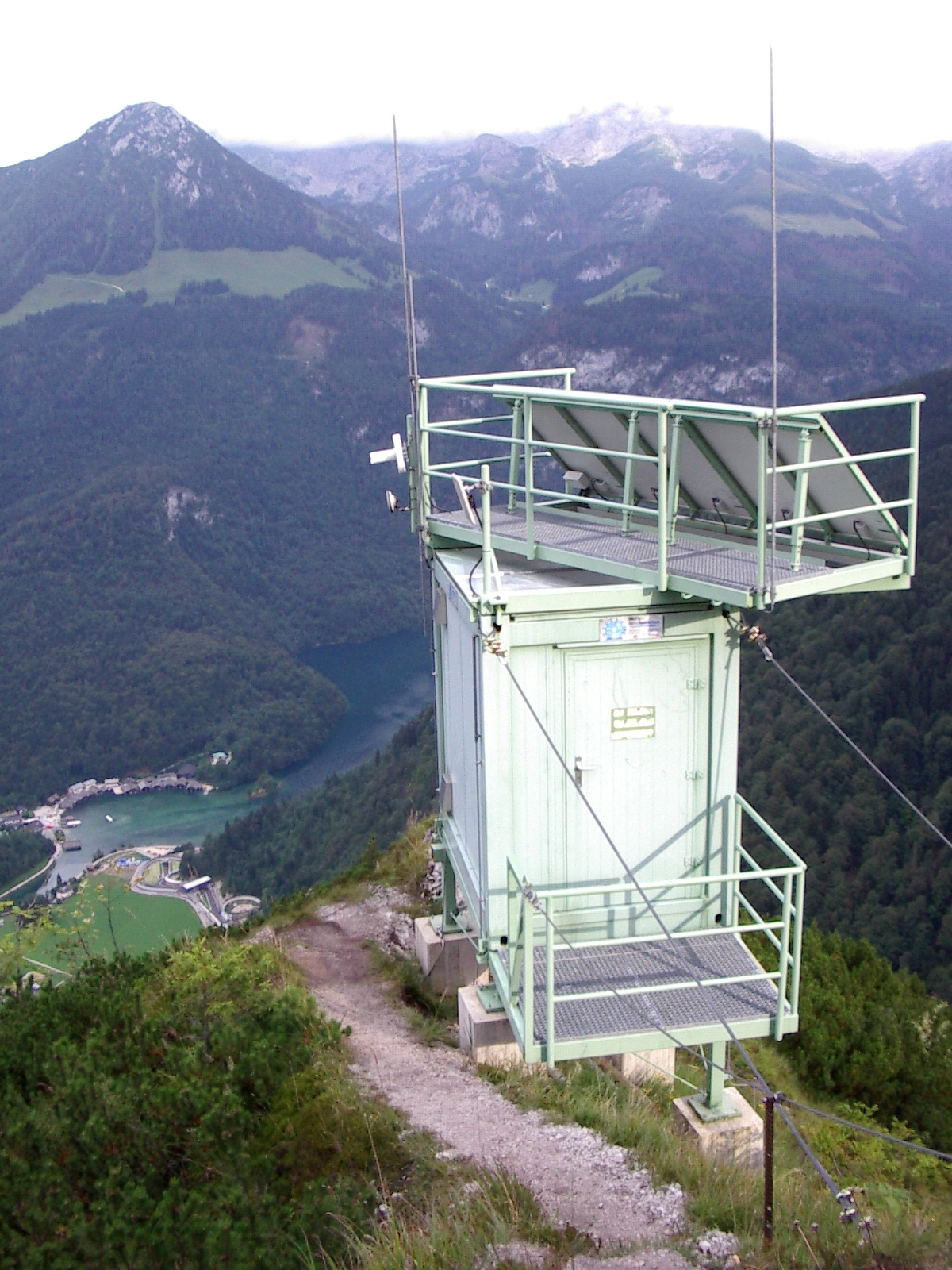
Pseudolit für Galileo am Grünstein.

Ein Pseudolit (englisch pseudolite, Kofferwort aus griechisch pseudo „falsch, vorgetäuscht“ und Satellit) ist ein terrestrischer Sender für Signale, welche diejenigen eines Satelliten nachahmen.
Pseudoliten werden z. B. errichtet, um lokal die Messgenauigkeit von satellitengestützten Navigationssystemen, z. B. GPS, zu erhöhen. Für einen GPS-Empfänger erscheinen Pseudoliten nämlich als zusätzliche Satelliten.
Die Rechtslage des Sendebetriebs ist unklar, denn Pseudoliten senden auf Frequenzen, die nach den Vorgaben der ITU eigentlich Satelliten vorbehalten sind.
Pseudoliten werden auch eingesetzt, um Signale für Satellitenradio in Städten zu verbreiten. In tiefen Straßenschluchten zwischen Hochhäusern wäre sonst kein Empfang möglich. Für die Bodensegment-Netzwerke hat sich in Amerika der Begriff Ancillary terrestrial components (ATC), in Europa Complementary Ground Component (CGC) eingebürgert.